# 紅孔雀 (久宝留理子のアルバム)
『紅孔雀』（べにくじゃく）は、2000年3月23日に、ビクターエンタテインメント/Invitationから発売された久宝留理子の10枚目のアルバム。規格品番はVICL-60543。

## 概要
- 前作から1年3ヶ月ぶりで、10枚目となる新作。
- 前作はEpic/SonyRecords時代の楽曲スタッフが継続で手掛けていたが本作は変わっている。
- 前半は作詞家・作曲家の楽曲で、後半は久宝が手掛けた楽曲で、アルバムは構成されている。
- 初盤CDは既に廃盤であるが2015年MEG-CD仕様で再発。MEG-CDの販売会社移行の都合上、2020年に再々発[2]。配信はされていない。

## 収録曲
| #         | タイトル                         | 作詞                   | 作曲         | 編曲                      | 時間  |
| --------- | -------------------------------- | ---------------------- | ------------ | ------------------------- | ----- |
| 1.        | 「紅孔雀」                       | 石井妥師・康珍化       | 石井妥師     | 石井妥師                  | 4:23  |
| 2.        | 「一緒に帰ろう」                 | 康珍化                 | 井上ヨシマサ | 京田誠一                  | 4:05  |
| 3.        | 「Perfect Circle」               | 康珍化                 | 井上ヨシマサ | 井上ヨシマサ              | 5:36  |
| 4.        | 「仕事が終わるまで待てないよ」   | 久宝留理子             | 久宝留理子   | Jeff Pfeifer・Rob Pfeifer | 3:53  |
| 5.        | 「スキだから」                   | 康珍化                 | 上野義雄     | 上野義雄                  | 5:04  |
| 6.        | 「見つけてあげる」               | 康珍化                 | 立花瞳       | 新川博                    | 4:40  |
| 7.        | 「せめて、さよならを言わせてよ」 | 大八木弘雄・久宝留理子 | 大八木弘雄   | 石井妥師                  | 4:31  |
| 8.        | 「ROOKIE」                       | 久宝留理子             | 久宝留理子   | Jeff Pfeifer・Rob Pfeifer | 3:23  |
| 9.        | 「きのうの夜は」                 | 久宝留理子             | 井上ヨシマサ | 井上ヨシマサ              | 5:11  |
| 10.       | 「Take Me Home」                 | 久宝留理子             | 久宝留理子   | Jeff Pfeifer・Rob Pfeifer | 4:24  |
| 合計時間: | 合計時間:                        | 合計時間:              | 合計時間:    | 合計時間:                 | 45:10 |